# Dubrava kod Šibenika
Dubrava kod Šibenika je naselje u sastavu Grada Šibenika, u Šibensko-kninskoj županiji. Nalazi se oko 7 kilometara istočno od Šibenika, uz autocestu A1.

## Povijest
Naselje je do 1961. iskazivano kao Dubrava.

## Stanovništvo
Prema popisu iz 2011. naselje je imalo 1.185 stanovnika.
| broj stanovnika | 316   | 368   | 483   | 595   | 746   | 984   | 984   | 1465  | 1494  | 1537  | 1474  | 1332  | 1263  | 1231  | 1216  | 1185  | 1117  |
|                 | 1857. | 1869. | 1880. | 1890. | 1900. | 1910. | 1921. | 1931. | 1948. | 1953. | 1961. | 1971. | 1981. | 1991. | 2001. | 2011. | 2021. |

## Znamenitosti
- crkva Gospe od Zdravlja
- crkva svetog Mihovila[5]